# Juri Alexandrowitsch Schundrow
Juri Alexandrowitsch Schundrow (russisch Юрий Александрович Шундров, ukrainisch Юрій Олександрович Шундров /Jurij Oleksandrowytsch Schundrow; * 6. Juni 1956 in Pensa, Russische SFSR, Sowjetunion; † 27. Juli 2018 in Kiew) war ein russisch-ukrainischer Eishockeytorwart und späterer Trainer, der einen Großteil seiner Karriere beim HK Sokil Kiew verbrachte und mit dem sowjetischen Nachwuchs die U19-Europameisterschaft 1975 und die U20-Weltmeisterschaft 1976 gewann.

## Karriere
Juri Schundrow begann seine Karriere bei Diselist Pensa in seiner Heimatstadt. Dort spielte er ab 1974 in der Perwaja Liga, die damals die zweithöchste Spielklasse der Sowjetunion bildete. 1978 wechselte er zum HK Sokil Kiew in die Wysschaja Liga, die damals höchste sowjetische Eishockeyliga. Dort erreichte er mit seinem Team als beste Platzierung einen dritten Platz in der Spielzeit 1984/85. 1986 erreichte er mit Sokil das Finale des Spengler Cups. Er selbst wurde in das All-Star-Team des Spengler Cups gewählt. Nach 13 Jahren in der ukrainischen Republikhauptstadt kehrte er wieder nach Russland zurück und schloss sich Chimik Woskressensk an, für den er zunächst ebenfalls in der Wysschaja Liga und nach Auflösung der Sowjetunion von 1992 bis 1994 in der Internationalen Hockey-Liga spielte. Nachdem er von 1994 bis 1997 erneut für Sokil und 1997 bis 1999 zum zweiten Mal für Chimik gespielt hatte, absolvierte er 1999 vier Spiele für Ldinka Kiew in der East European Hockey League. Anschließend ließ er seine Karriere bei Rapid Bukarest in der rumänischen Eishockeyliga ausklingen. Bei seinem zweiten Engagement bei Sokil Kiew gewann er 1995 und 1997 die ukrainische Meisterschaft.

### International
Im Nachwuchsbereich nahm Schundrow zunächst an der U19-Europameisterschaft 1975 und dann mit der sowjetischen U20-Auswahl an der U20-Weltmeisterschaft 1976 teil und konnte beide Turniere ohne eigenen Spieleinsatz gewinnen.
Nachdem er zu Sowjetzeiten im Erwachsenenbereich lediglich zweimal in Freundschaftsspielen 1985 gegen die Tschechoslowakei international eingesetzt worden war, entschied sich Schundrow nach der Auflösung der Sowjetunion für die ukrainische Nationalmannschaft, mit der er an den C-Weltmeisterschaften 1995 und 1997, der B-Weltmeisterschaft 1998, als er mit der besten Fangquote des Turniers zum sofortigen Weiteraufstieg beitrug und zum besten Goalie des Turniers gewählt wurde, und der A-Weltmeisterschaft 1999 teilnahm.

### Trainerlaufbahn
Nach dem Ende seiner aktiven Laufbahn war Schundrow als Trainer tätig. Er betreute die ukrainische Nationalmannschaft als Assistenztrainer und war Torwarttrainer in der Kontinentalen Hockey-Liga beim HK Metallurg Magnitogorsk, dem HK ZSKA Moskau und dem HK Sotschi.

## Erfolge und Auszeichnungen
- 1975 U19-Europameister
- 1976 U20-Weltmeister
- 1986 All-Star-Team des Spengler Cups
- 1995 Ukrainischer Meister mit dem HK Sokil Kiew
- 1997 Ukrainischer Meister mit dem HK Sokil Kiew
- 1997 Aufstieg in die B-Gruppe bei der C-Weltmeisterschaft
- 1998 Aufstieg in die A-Gruppe bei der B-Weltmeisterschaft
- 1998 Bester Torhüter und beste Fangquote bei der B-Weltmeisterschaft